# Bochas en los Juegos Paralímpicos de París 2024
Bochas en los Juegos Paralímpicos de París 2024 se llevó a cabo del 29 de agosto al 5 de septiembre en el South Paris Arena de París, Francia y contó con la participación de 124 atletas.

## Resultados

### Masculino

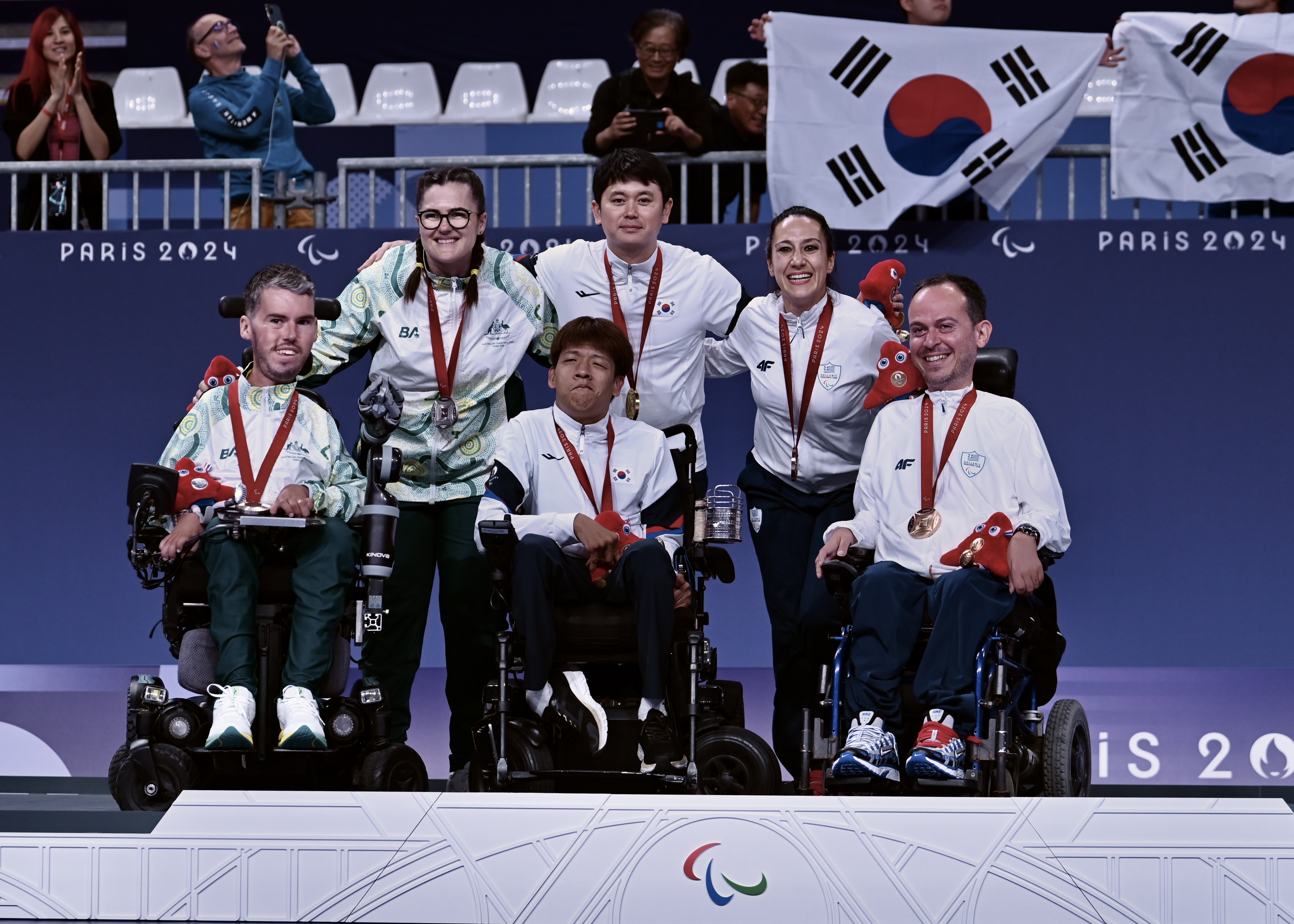
Podio de la categoría BC3 (de izquierda a derecha): Daniel Michel (Australia), Jeong Ho-won (Corea del Sur) y Grigorios Polychronidis (Grecia).

| Evento | Oro               | Plata                       | Bronce                  |
| ------ | ----------------- | --------------------------- | ----------------------- |
| BC     | John Loung        | Jung Sung-joon              | Muhamad Afrizal Syafa   |
| BC2    | Worawut Saengampa | M. Bintang Satria Herlangga | Watcharaphon Vongsa     |
| BC3    | Jeong Ho-won      | Daniel Michel               | Grigorios Polychronidis |
| BC4    | Stephen McGuire   | Edilson Chica               | Artem Kolinko           |

### Femenino

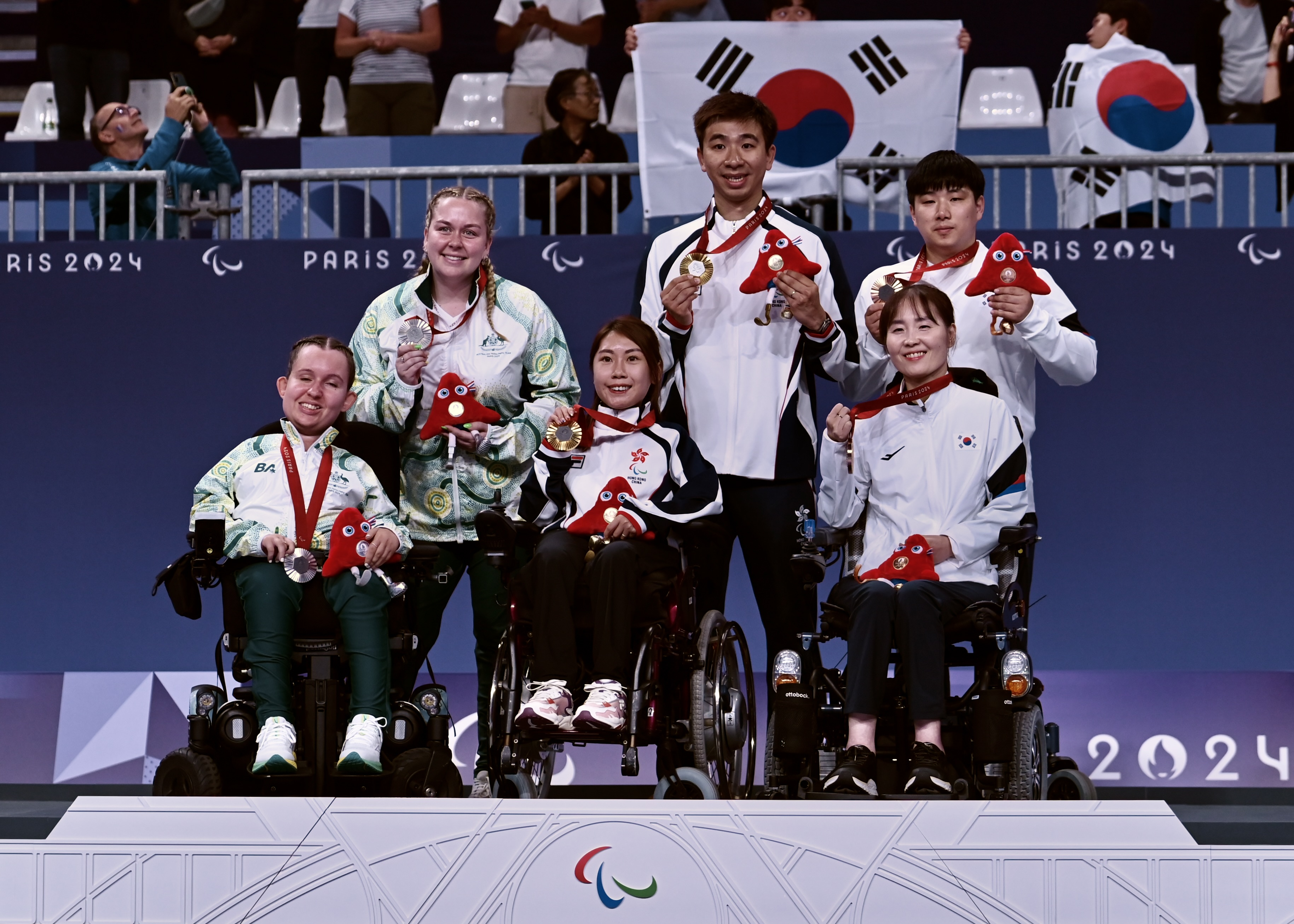
Podio de la categoría BC3 (de izquierda a derecha): Jamieson Leeson (Australia), Ho Yuen Kei (Hong Kong) y Kang Sun-hee (Corea del Sur)

| Evento | Oro                | Plata           | Bronce        |
| ------ | ------------------ | --------------- | ------------- |
| BC1    | Aurélie Aubert     | Jeralyn Tan     | Hiromi Endo   |
| BC2    | Cristina Gonçalves | Jeong So-yeong  | Gischa Zayana |
| BC3    | Ho Yuen Kei        | Jamieson Leeson | Kang Sun-hee  |
| BC4    | Lin Ximei          | Cheung Yuen     | Leidy Chica   |

### Mixto
| Evento         | Oro                                     | Plata                                                          | Bronce                                              |
| -------------- | --------------------------------------- | -------------------------------------------------------------- | --------------------------------------------------- |
| BC3            | Hong Kong Ho Yuen Kei Tak Wah Tse       | Corea del Sur Jeong Ho-won Kang Sun-hee                        | Argentina Stefanía Ferrando Rodrigo Romero          |
| BC4            | Colombia · Edilson Chica · Leidy Chica  | Hong Kong Leung Yuk Wing Cheung Yuen                           | Tailandia Pornchok Larpyen Nuanchan Phonsila        |
| Equipo BC1/BC2 | China Zhang Qi Yan Zhiqiang Lan Zhijian | Indonesia Gischa Zayana Felix Ardi Yudha Muhamad Afrizal Syafa | Japón Hiromi Endo Takayuki Hirose Hidetaka Sugimura |

## Medallero
| Núm. | País                          | Oro | Plata | Bronce | Total |
| ---- | ----------------------------- | --- | ----- | ------ | ----- |
| 1    | Hong Kong (HKG)               | 3   | 2     | 0      | 5     |
| 2    | República Popular China (CHN) | 2   | 0     | 0      | 2     |
| 3    | Corea del Sur (KOR)           | 1   | 3     | 1      | 5     |
| 4    | Colombia (COL)                | 1   | 1     | 1      | 3     |
| 5    | Tailandia (THA)               | 1   | 0     | 2      | 3     |
| 6    | Francia (FRA)                 | 1   | 0     | 0      | 1     |
| 6    | Reino Unido (GBR)             | 1   | 0     | 0      | 1     |
| 6    | Portugal (POR)                | 1   | 0     | 0      | 1     |
| 9    | Indonesia (INA)               | 0   | 2     | 2      | 4     |
| 10   | Australia (AUS)               | 0   | 2     | 0      | 2     |
| 11   | Singapur (SGP)                | 0   | 1     | 0      | 1     |
| 12   | Japón (JPN)                   | 0   | 0     | 2      | 2     |
| 13   | Argentina (ARG)               | 0   | 0     | 1      | 1     |
| 13   | Grecia (GRE)                  | 0   | 0     | 1      | 1     |
| 13   | Ucrania (UKR)                 | 0   | 0     | 1      | 1     |